# Henri Coudreau
Henri Anatole Coudreau (ur. 6 maja 1859 w Lonzac w departamencie Charente, zm. 10 listopada 1899 w stanie Pará w Brazylii) – francuski geograf i podróżnik, badacz Gujany Francuskiej i dorzecza Amazonki.
Po ukończeniu szkół we Francji uczestniczył w ekspedycji pułkownika Paula Flattersa na tereny saharyjskie, zakończonej tragicznie w 1881 (wielu uczestników włącznie z Flattersem poległo w walce z Tuaregami).
Następnie został profesorem college'u w Kajennie w Gujanie Francuskiej. Podjął wiele wypraw do interioru Gujany przez następne kilkanaście lat. Później prowadził wyprawy naukowe do Amazonii na zlecenie rządu brazylijskiego.
Jego żoną i towarzyszką podróży była geografka, odkrywczyni i pisarka Octavie Coudreau.

## Publikacje
- La Haute Guyane, 1888
- Dix ans de Guyane, 1891
- La France équinoxiale (avec un atlas), 1886-1887
- Chez nos indiens. Quatre années dans la Guyane française, 1893